# Carl Arp
Pour les articles homonymes, voir Arp.
Carl Arp (né le 3 janvier 1867 à Kiel, mort le 6 janvier 1913 à Iena) est un peintre allemand de paysages.

## Biographie
Il est un des membres de l'École des beaux-arts de Weimar. Il expose à Berlin en 1896, 1904 et 1906, à Munich en 1906 et 1907, et à Düsseldorf en 1902 et 1907.

## Galerie

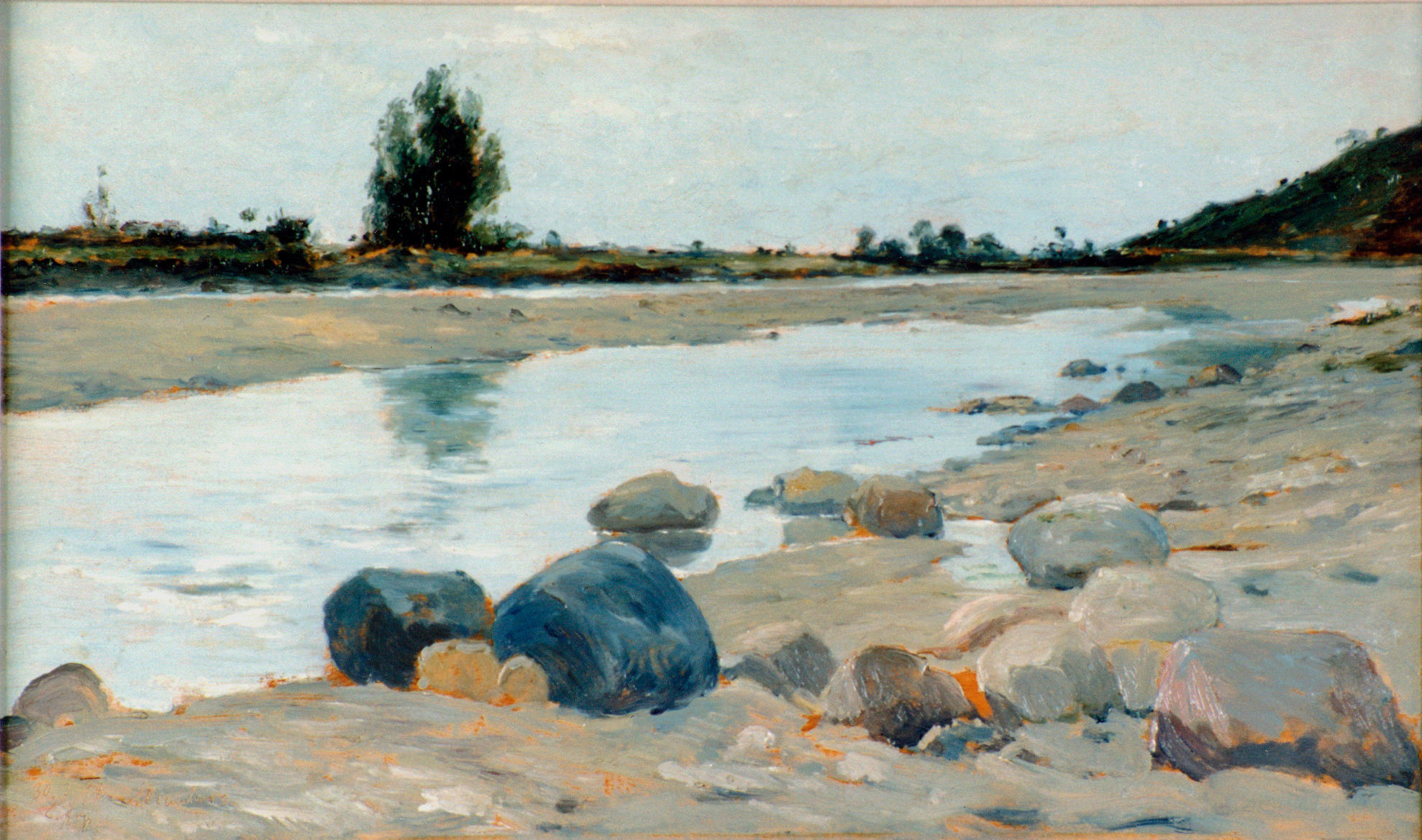
1897
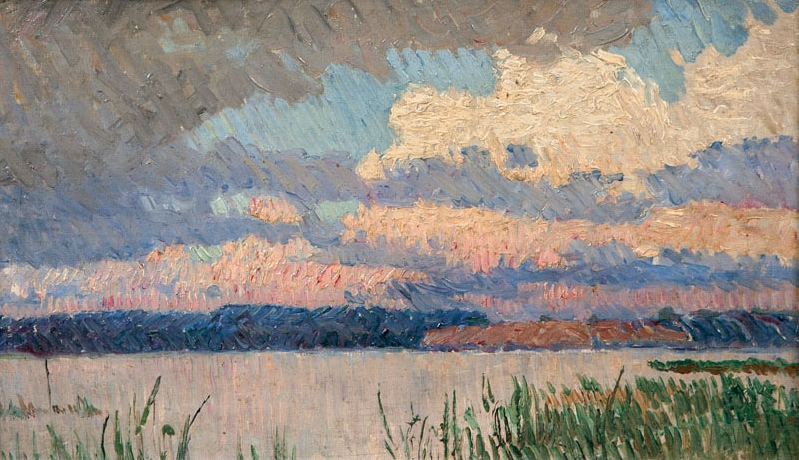
1903
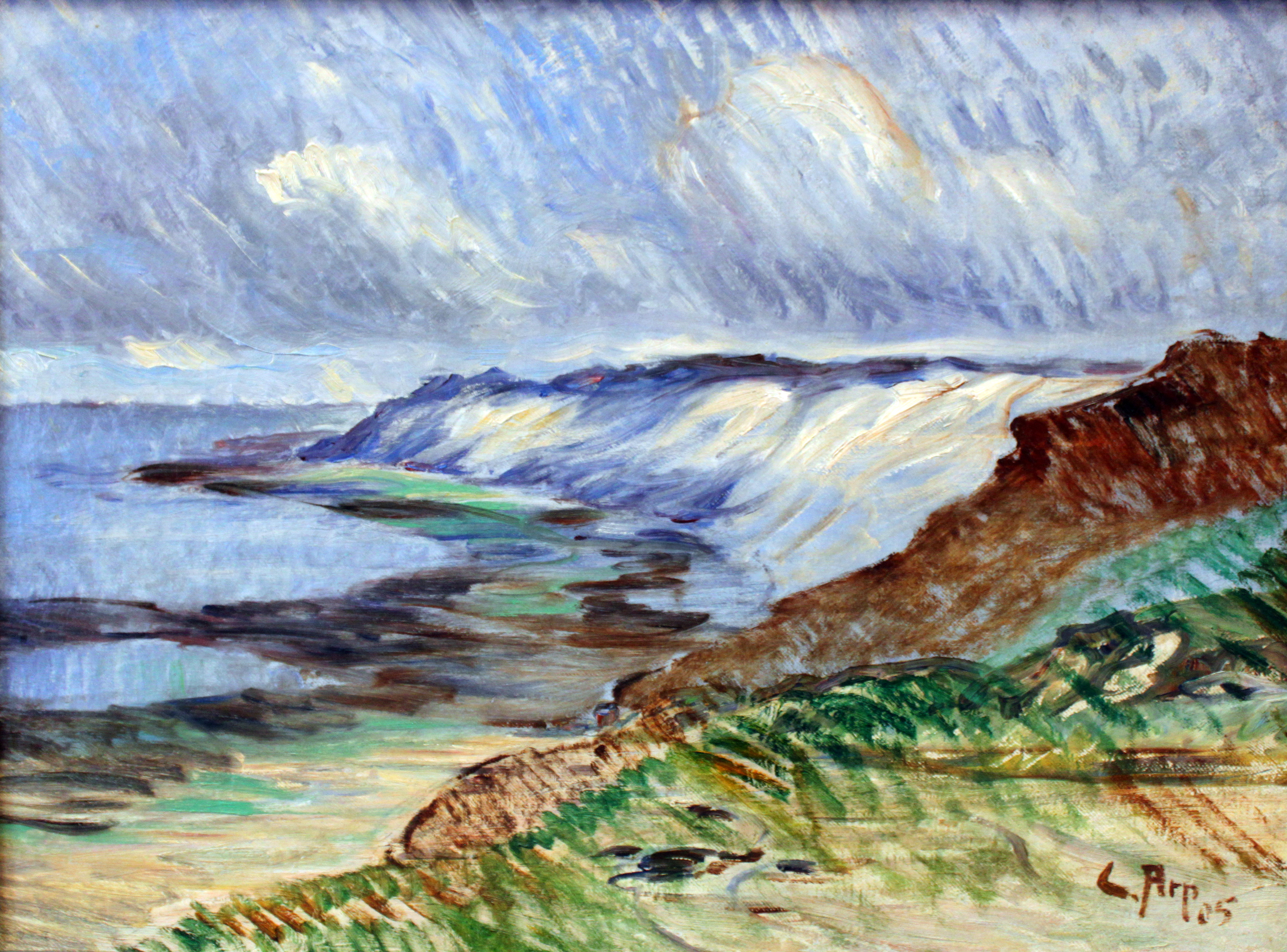
1905
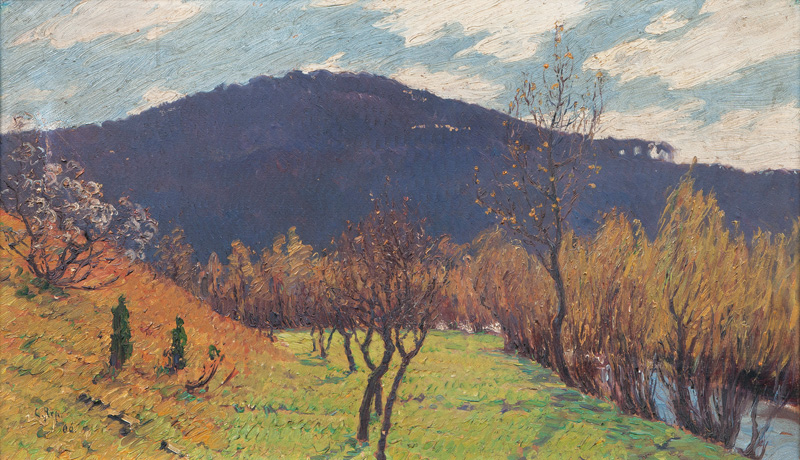
1906